# Чудо-человек
Чудо-человек (англ. Wonder Man), настоящее имя Саймон Уильямс (англ. Simon Williams) — персонаж комиксов, издаваемых Marvel Comics, член Мстителей.

## История публикаций
Чудо-человек, созданный писателем Стэном Ли и художниками Джеком Кирби и Доном Хеком, дебютировал в выпуске The Avengers № 9 (датированный октябрём 1964 года) и после очевидной смерти был замечен снова в The Avengers № 102 (август 1972 года), где он появился в коматозном состоянии. Тело Чудо-человека было восстановлено злодеем Кангом в The Avengers № 131—132 в январе—феврале 1975 года, затем — Чёрным когтем в The Avengers № 152 в октябре 1976 года, и наконец — Живым лазером в The Avengers № 6 в 1976 году. После этого Чудо-человек наконец вернул свои способности и присоединился к Мстителям в The Avengers № 160 в июне 1977 года.
В 1978 году создатель персонажа Стэн Ли сказал: 

 «Вы знаете, несколько лет назад мы создали Чудо-человека, и DC Comics предъявили нам иск, потому что у них была Чудо-женщина, и… я сказал: „Хорошо, я прекращу Чудо-человека“. И внезапно у них появляется Пауэр Гёрл (англ. Power Girl) (после того, как Marvel ввели Силача (англ. Power Man)). Вот это да. Как несправедливо.»Оригинальный текст (англ.)«You know, years ago we brought out Wonder Man, and [DC Comics] sued us because they had Wonder Woman, and… I said okay, I’ll discontinue Wonder Man. And all of a sudden they’ve got Power Girl [after Marvel had introduced Power Man]. Oh, boy. How unfair».
Чудо-человек позже появился как член-основатель Мстителей Западного побережья в первых четырёх выпусках West Coast Avengers (сентябрь-декабрь 1984 года), и продолжил появляться как один из основных персонажей серии, состоящей из 102 выпусков. После того, как группа распалась, он присоединился к команде Силовые работы в серии, которая дебютировала с июля 1994 года. После того, как и эта команда раскололась, Чудо-человек присоединился к Мстителям в The Avengers Vol. 3 № 4 (май 1998 года). После распада Мстителей в The Avengers # 503 (декабрь 2004 года) Чудо-человек с марта 2007 года присоединился к новой отколовшейся группе, называемой Могучими Мстителями.
Чудо-человек появился в одноименном графическом романе в 1986 году. Затем вышли 29 выпусков серии Wonder Man (сентябрь 1991 года — февраль 1994 года), за которым последовали в три выпуска серии Avengers Two: Wonder Man and the Beast (2000 год). В 2007 году он появился в 5 выпусках серии Wonder Man: My Fair Super Hero.
Чудо-человек редко появлялся в серии Avengers с 2010 по 2013 годы, но играет важную роль в сюжете «End Times» в выпусках № 31 (декабрь 2012 года) и № 34 (январь 2013 года).

## Биография

Первое появление Чудо-человека на обложке The Avengers № 9 (октябрь 1964), художник — Джек Кирби

Саймон Уильямс унаследовал от своего отца завод боеприпасов после того, как отец умер, а его старший брат Эрик не захотел вступать во владение. Хотя Саймон и был талантливым учёным, однако он не был способным бизнесменом, и компания стала терпеть неудачу, уступая рынок более успешным компаниям, таким как Stark Industries, возглавляемая Тони Старком. Эрик предложил Саймону вложить капитал в свой бизнес, который оказался незаконным, связанным с преступной организацией Maggia. Впоследствии Саймон был разоблачён и попал в тюрьму, обвиняя в своём крушении Тони Старка.
Саймон был освобождён с помощью Барона Земо и его Повелителей зла. Он согласился подвергнуться эксперименту, чтобы получить сверхчеловеческие силы, и Земо подверг его ионному облучению, сделав Чудо-человеком, предупреждая, что он умрёт без дальнейших процедур лечения, проводимых Бароном, чтобы гарантировать его лояльность. По воле Земо Саймон оказал поддержку Мстителям, притворившись их союзником, и заманил команду в ловушку. Однако, в последнюю минуту он раскаялся и спас Мстителей от Повелителей зла, как оказалось позже, ценой собственной жизни.
На самом деле Саймон впал в похожую на смерть кому. Прежде, чем он был похоронен, образцы его мозга были извлечены в научных целях (и позже использовались, чтобы вживить в андроида Вижена). Тело Саймона перед похоронами было захвачено его братом, теперь известным как Мрачный жнец, который уже боролся против Мстителей, обвиняя их в смерти Саймона. Жнец хотел использовать тело, чтобы подкупить Вижена, чтобы тот принял человеческое тело. Вижен отказался, тогда было впервые показано, что разум Вижена был основан на мозговых образцах Саймона.
Эрик позже попытался возродить тело Саймона с помощью колдовства Чёрного когтя, и Чудо-человек использовался в качестве зомби, чтобы напасть на Мстителей. Вместо этого Саймон вернулся к сознанию Живым лазером, который обладал сильным артефактом — Змеиной короной. Впоследствии, Мстители приняли Чудо-человека как верного союзника, и он был позже избран в качестве полноправного члена команды. Его присутствие всегда было источником напряжённости для Вижена, который чувствовал себя неуверенным, поскольку Саймон был источником его «жизни». Однажды, Чудо-человек и Вижен были помещены на суде Мрачного жнеца, чтобы определить, кто из них был «настоящим» Саймоном Уильямсом. Саймон был принят Эриком как «настоящий» брат, но Чудо-человек победил Жнеца, чтобы спасти Мстителей.
Эффективность Саймона как бойца была ограничена страхом смерти, несмотря на который он помогал Мстителям бороться с такими врагами, как Альтрон и граф Нефария, и в конце концов он подавил его, чтобы играть ключевую роль в борьбе Мстителей с могущественным злодеем Корваком. Вскоре после этого Саймон покинул Мстителей, чтобы стать актёром, хотя он нашёл бы гораздо большее применение в качестве каскадёра Голливуда. Время от времени он возвращался к Мстителям, чтобы помочь им по мере необходимости.
Саймон был одним из Мстителей, когда те открыли свой филиал на Западном побережье. Хотя он продолжал бороться со страхом смерти, он в значительной степени преодолел его с эмоциональной поддержкой Хэнка Пима и Вижена. После публичного раскаяния Саймон получил всеобщее признание общества, что в конечном итоге помогло ему получить главную роль в фильме «Аркон IV», став подлинной знаменитостью Голливуда.
Саймон остаётся с Мстителями Западного побережья. За это время он продолжил актёрскую карьеру и у него появляются романтические отношения со сценаристом Алекс Флорес. Он решил не оставаться с Мстителями, и вместо этого сталь жить в квартире в Лос-Анджелесе, где подружился со многими соседями.
Когда Вижен стал бесчувственным роботом после казавшегося разрушения его искусственного разума, Саймон отказался разрешить Мстителям дублировать части его мозга для восстановления андроида. Алая ведьма, жена Вижена, стала избегать Саймона за его отказ, который фактически вытекал из того факта, что она была подсознательным увлечением Саймона. В конце концов он согласился разрешить дублирование своего мозга после того, как у обезумевшей Алой ведьмы произошёл психический срыв, но Вижен отклонил это предложение, так как понял, что дублированные модели мозга Саймона не восстановят полностью его потерянную личность, а лишь создадут её подобие. Саймон стал очень благосклонен и внимателен к Алой ведьме после того, как она оправилась от нервного срыва, он даже стремился к романтики, и короткое время встречался с ней. Тем не менее, в конечном итоге они расстались.
В более поздних приключениях Саймон присоединился к Мстителям, чтобы остановить инопланетные расы Крии и Ши'ар, сделавшие Землю полем битвы в их междоусобной войне. Ши’ар разработала массовые «Нега-бомбы» чтобы уничтожить империю Крии, Саймон и Вижен попытались остановить их. Вместо этого они были пойманы в результате взрыва. Саймон обнаружил, что его способности мутируют, подрывая его психическую и физическую стабильности (например, он позже узнал, что его сила колебалась вместе с его эмоциональным состоянием, увеличиваясь, когда он сердился). Он излучал столько ионной энергии, что начал изменение окружающих. Его соседи по квартире получили суперсилу, образуя на недолгое время команду под названием Сумасшедшая восьмёрка. В конечном счёте нестабильность Саймона заставила его покинуть Мстителей. Когда он боролся с новым недугом, он пытался развить свой роман с Алекс Флорес и сделать ей предложение.
В конце концов Саймон вернулся, чтобы воссоединиться с Мстителями Западного Побережья, но они тогда уже были расформированы. Саймон связался Железным человеком и присоединился к новой команде, называемой Силовые работы. Во время одной из миссий команды Саймон был убит, когда перехватил бомбу, брошенную на потенциальных инопланетных захватчиков.
Саймон был случайно мистическим образом воскрешён Алой ведьмой во время её захвата волшебницы Морганы Ле Фей. Он продолжал существовать как бестелесная энергия, связанная с земным путём его неразделённой любовью к Ванде. Он, казалось, ещё раз принёс в жертву свою жизнь, чтобы сохранить Мстителей от феи Морганы, после чего начал периодически проявляется в непосредственной близости от Алой ведьмы в виде энергетического призрака, когда она нуждалась в помощи или чувствовала себя одинокой. Полностью не воскреснув, Саймон застрял в промежуточном состоянии, пока Алая Ведьма, наконец, не смогла воскресить тело Саймона, понимая свою любовь к нему.
Саймон решил остаться в особняке Мстителей, исследуя свои отношения с Алой ведьмой во время совместной службы в команде, не являясь её членами. Он попытался восстановить свою братские отношения с Виженом, который оставался в стороне. Саймон продолжал бороться с чувством вины и из-за многочисленных ошибок и проступков, которые он совершил. Он узнал, что его бывшая невеста Алекс Флорес влюбилась в кого-то и была счастлива в браке, после чего они расстались в хороших отношениях. Наконец он основал Фонд второго шанса, некоммерческую благотворительную организацию, направленную на оказание помощи нуждающимся людям, управляемую своим старым агентом Нилом Сарояном и финансируемую за счет доходов от фильмов Саймона.
Саймон начал делить своё время между Мстителями и Фондом второго шанса, пытаясь сохранить на расстоянии отношения с Алой ведьмой. Когда Канг пытался завоевать Землю, он поместил многих граждан в больших лагерях, в том числе Саймона и Ванду. Находясь в плену, оба поняли, что больше не были влюблены друг в друга. В конечном итоге Канг был побежден Мстителями, после чего Саймон вернулся в Калифорнию и Фонд второго шанса.

## Силы и способности
После превращения в существо из ионной энергии Саймон получил различные сверхспособности. Чудо-человек может поднять более 100 тонн. Кожа Чудо-человека была оценена по шкале Мооса как 9 (нормальная человеческая ткань равняется 1, а алмаз — 10). Получив ионную форму Саймон имеет почти неограниченное количество стойкости и больше не нуждается в еде, воде и воздухе чтобы выжить, также он не стареет. Чудо-человек использует свою ионную энергию многими способами, он может стрелять энергетическими взрывами, изменять свою форму, а также летать на высоких скоростях, используя ионный толчок.
Саймон Уильямс является продвинутым инженером и обладает большими навыками в механике.

## Альтернативные версии

### Стражи Галактики
В альтернативном будущем Чудо-человек, имеющий белые волосы и называющий себя Голливуд, неохотно помогает Стражам Галактики. Позже он присоединяется к команде, затем входит в состав отколовшихся от неё Галактических стражей.

### Дом М
Во вселенной House of M Чудо-человек является известным актёром. По слухам у него роман с Кэрол Денверс.

### Зомби Marvel
В Marvel Zombies vs. The Army of Darkness Чудо-человек — один из многих зомби, показанных при нападении на замок Доктора Дума. Он одним из первых зомби проник внутрь наряду с заражёнными Людьми Икс Ночным Змеем, Зверем и Грозой

### MC2
Во вселенной MC2 Чудо-человек никогда не возрождался после того, как погиб, спасая Мстителей. Вместо него действует роботизированная копия.

### Ultimate
Чудо-человек появляется вместе с Виженом, Тигрой и Дрожью как часть команды Ultimates, действующей на Западном побережье. В этой вселенной Уильямс обладает силой уровня Халка и в качестве побочного эффекта имеет некоторую эмоциональную нестабильность.

## Вне комиксов

### Мультсериалы

Чудо-человек в мультсериале «Мстители: Величайшие герои Земли»

- Чудо-человек, озвученный Хамишом Макэваном, появляется в мультсериале «Мстители. Всегда вместе». Он являлся членом заглавной команды, но в начале сериала был тяжело ранен Виженом, а затем похищен Альтроном. Позже был возвращён в команду и исцелён Алой ведьмой.
- Чудо-человек появлялся в нескольких сериях мультсериала «Мстители. Величайшие герои Земли», где его озвучил Фил Ламарр. Здесь он, недовольный тем, что Тони Старк купил его компанию, обращается за помощью к брату Мрачному жнецу, который отводит его к А. И.М., где его тело трансформируют в ионную энергию. После этого он, получив суперспособности, сражался с Мстителями, затем вступил в команду Повелителей зла, в составе которой продолжил борьбу с супергероями. Во втором сезоне остановил конфликт между Мстителями, Повелителями зла и Аморой, и, вероятно, погиб.

### Видеоигры
- Чудо-человек является вспомогательным персонажем в игре «Captain America and the Avengers».
- Чудо-человек, озвученный Дэйвом Митчеллом, появляется в качестве босса в игре «Marvel: Ultimate Alliance 2».
- Чудо-человек появляется в игре «Ultimate Marvel vs. Capcom 3».

### Кинематографическая вселенная Marvel.
- Нейтан Филлион снялся в роли Саймона Уильямса для фильма «Стражи Галактики. Часть 2», являющегося частью кинематографической вселенной Marvel. Его изображения были на постерах вымышленных фильмов, в том числе фильма-биографии о Тони Старке и фильма об Арконе[12]. В итоге эти сцены были вырезаны из фильма[13]. Режиссёр Джеймс Ганн заявил, что персонаж может появиться в последующих фильмах кинофраншизы[12].
- В июне 2022 года анонсирован сериал «Чудо-человек»[14]. Роль персонажа исполнит Яхья Абдул-Матин II[15].